# Bahrija Kadić
Bahrija Kadić (Gračanica, 23. rujna 1878. – Tuzla, rujna 1944.), hrvatski pravnik, kulturni djelatnik, dužnosnik NDH.

## Životopis
Rodio se u Gračanici 1878. godine. Klasičnu gimnaziju započeo u Sarajevu, a završio u Zagrebu. Prvu godinu studija prava polazio u Grazu, a nastavio u Zagrebu, gdje je i doktorirao 1912. godine. Bio je prvi musliman koji je postigao čast doktora na Zagrebačkom sveučilištu. Službovao pri Sudbenom stolu u Sarajevu kao prislušnik i kao odvjetnički perovođa u Brčkom. Godine 1902. je sudjelovao kod osnivanja Gajreta te Hrvatskog društva Napredak. Aktivan u Narodnoj uzdanici. Nastupao je i djelovao u hrvatskom nacionalnom duhu. Zbog pravaških stavova morao je napustiti Brčko 1906. godine. Održao je govor pun starčevićanskih misli. Nakon velikih neugoda uspio je dobiti radno mjesto odvjetničkog pripravnika u Derventi. U Derventi je osnovao Hrvatsku čitaonicu. S Nikolom Preccom, jednim od prvaka HSS-a u BiH, 1931. godine izdavao sarajevsko glasilo hrvatske nacionalističke omladine "Hrvatska svijest". Poslije rada kod drugih, krenuo samostalnim putem te 1913. u Tuzli otvorio odvjetnički ured. Na tom je poslu bio sve do uspostave NDH.
Pridružio se upravi nove hrvatske države. Srpnja 1941. imenovan za velikog župana Velike župe Pliva i Rama koji je imao sjedište u Jajcu. Rujna 1942. premješten na dužnost velikog župana Velike župe Usora i Soli u Tuzlu. Veljače 1944. imenovan državnim vijećnikom, tj. članom Državnoga vijeća NDH. Po konačnom partizanskom zauzimanju Tuzle, OZNA ga je uhitila i zatvorila. Za nj su intervenirali neki ugledni ljudi povezani s NOP-om, poput tuzlanskog muftije Šefket ef. Kurta. U do danas nerazjašnjenim okolnostima umro je u zatvoru, bez izvođenja pred sud.